# Gary Sanchez Productions
Gary Sanchez Productions és una companyia de cinema i televisió nord-americana fundada el 2006 per Will Ferrell i Adam McKay. L'empresa va rebre el nom de l'empresari paraguaià fictici Gary Sánchez.
L'empresa és propietària del lloc web de comèdies Funny or Die i de la seva filial Gloria Sanchez Productions.
El 8 d’abril de 2019 es va anunciar que Ferrell i McKay acabaven la seva associació i que tots els projectes desenvolupats en aquell moment es completarien.